# Afriscrobs saldadinensis
Afriscrobs saldadinensis is een slakkensoort uit de familie van de Anabathridae. De wetenschappelijke naam van de soort is voor het eerst geldig gepubliceerd in 1928 door Hornung & Mermod.